# Mudenagudi, Ron
Mudenagudi là một làng thuộc tehsil Ron, huyện Gadag, bang Karnataka, Ấn Độ.